# Poa parviceps var. jujuyensis
Poa parviceps var. jujuyensis là một phân loài cỏ trong họ hòa thảo, thuộc chi poa.